# Moorburger Treckerwerke
Die Moorburger Treckerwerke GmbH (bis 1935, von 1935 bis 1946 Karl Ritscher Moorburger Treckerwerke GmbH,  dann 1946–1963 Karl Ritscher GmbH), bekannt unter der Traktormarke Ritscher, war ein inhabergeführter Traktorhersteller mit Sitz in Hamburg-Moorburg. Der Inhaber Karl Ritscher verkaufte die Firma mit dem Nachlassen des Schlepperbooms 1961 an die Berliner Maschinenbau AG.

## Geschichte
Die Schleppermarke Ritscher entstand aus einer Werft mit Abwrackbetrieb im Hamburger Stadtteil Moorburg. Mit der Traktorentwicklung wurde begonnen, nachdem Karl Ritscher, der Sohn des Firmengründers Heinrich Wilhelm Ritscher 1919 nach einem Maschinenbaustudium in den USA nach Hamburg zurückkehrte. Zunächst wurde ein Kettenschlepper entwickelt und 1920 unter dem Namen Panther vorgestellt. Die verbesserte graue Laus kam dann 1921 zur Auslieferung. Ebenfalls 1921 wurde die Firma auf die Geschwister Ritscher aufgeteilt. Die Moorburger Trecker Werke blieben bei Karl Ritscher. Durch Rüstungsaufträge aus Berlin überstand man die Weltwirtschaftskrise. Für die Kettenlaufwerke der Wehrmacht kamen die Erfahrungen mit den landwirtschaftlichen Kettenschleppern zugute. In der Vorkriegszeit fing Ritscher auch an, Grabenreiniger herzustellen. Zu Beginn des Zweiten Weltkrieges reichten die vorhandenen Produktionsstätten nicht mehr aus. Ritscher erweiterte seine Produktion um Werke in Harburg, Lüneburg und Sprötze. Bedingt durch die Rüstungsproduktion waren die Werke allerdings auch das ständige Ziel von Fliegerangriffen. Nach dem Krieg kam die Produktion schleppend in Gang. 1948 konnten wieder Grabenreiniger und Dreiräder produziert werden, danach erfolgte die Konstruktion einer neuen Schlepperreihe, von 15 bis 40 PS, wobei auch Geräteträger, der Multitrak bzw. ab 1955 Multitrac, bei Ritscher entstanden. Eine Besonderheit war der Schlick-Rutscher, der Grabenreiniger York. Früh erkannte Karl Ritscher das Nachlassen der Schleppernachfrage. Wo andere Betriebe mit Zusammenschlüssen versuchten, sich über Wasser zu halten, verkaufte er seinen Betrieb 1961 an die Berliner Maschinenbau AG, die fortan Drehbänke, Setz- und Textilmaschinen in Sprötze baute. Bis 1963 sollen auch noch einige Multitracs und bis 1970 noch Grabenreiniger vom Typ York entstanden sein.

## Produkte

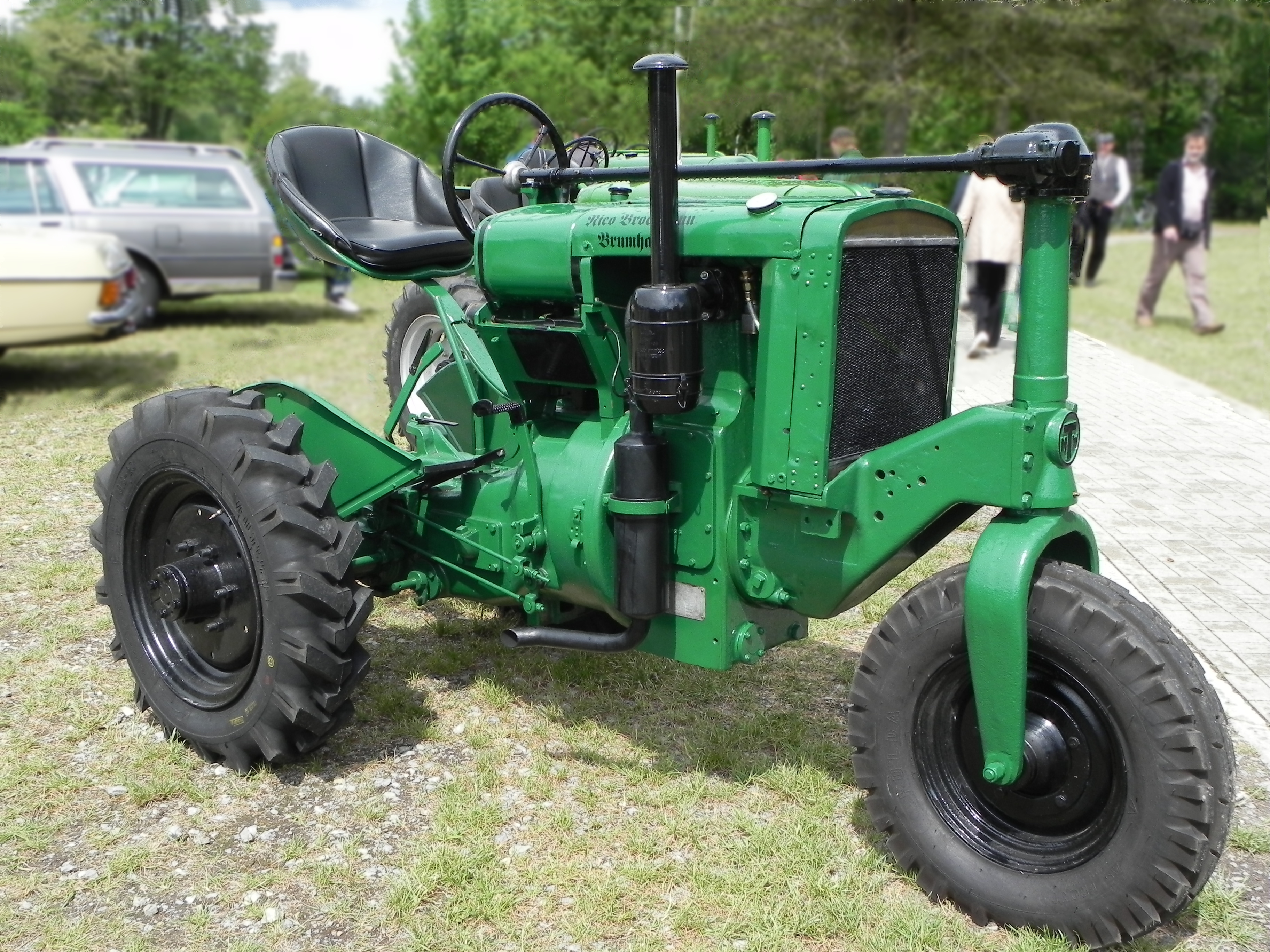
Ritscher Schlepper Typ N, Baujahr 1937, 12 PS, Hubraum 1115 cm³, Motor Typ Kämper F10B, 1 Zylinder, Wasserkühlung

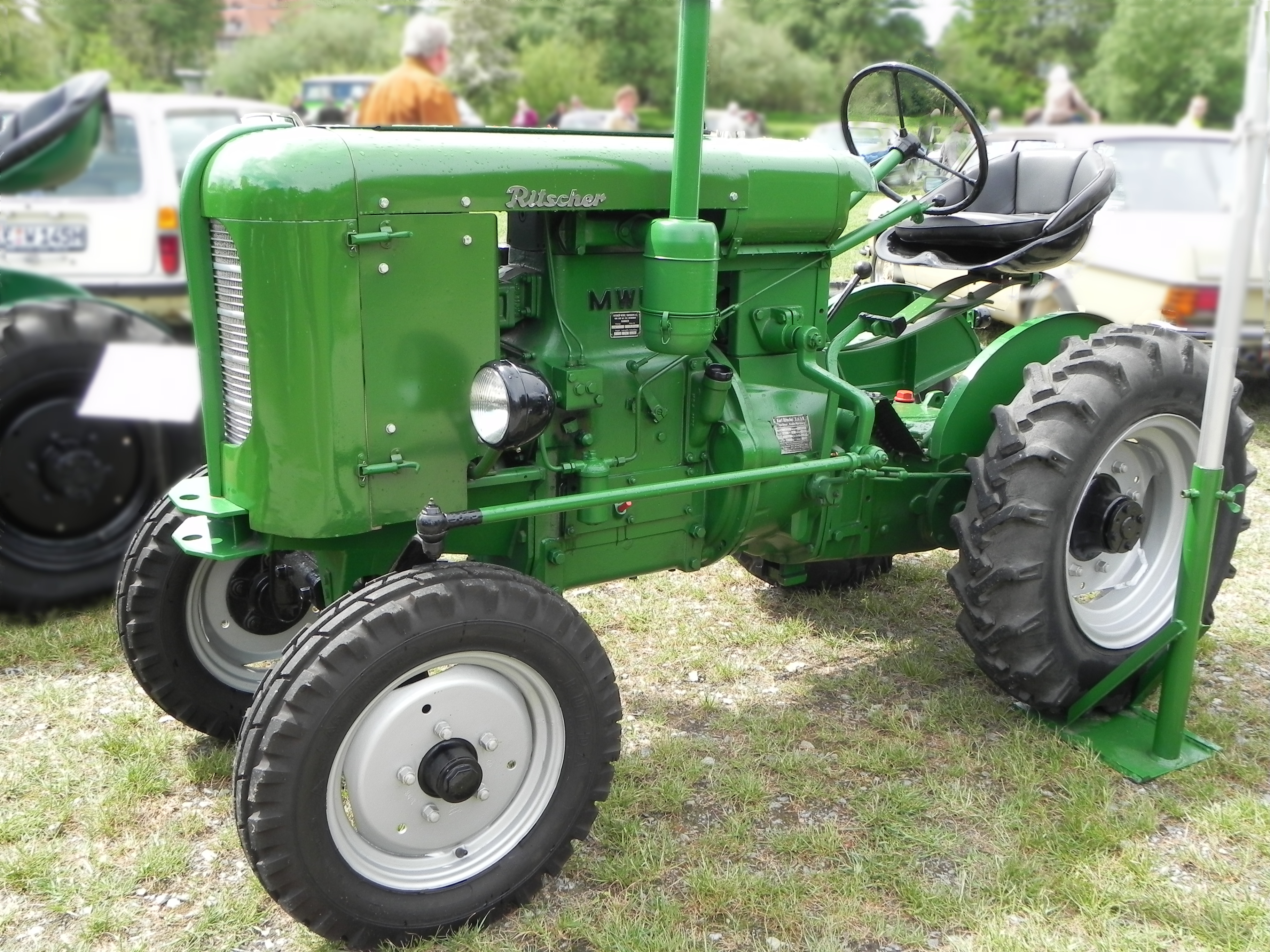
Ritscher Schlepper 528W, Baujahr 1953, 28 PS, Hubraum 2356 cm³, Motor Typ MWM KDW415Z, 2 Zylinder, Wasserkühlung

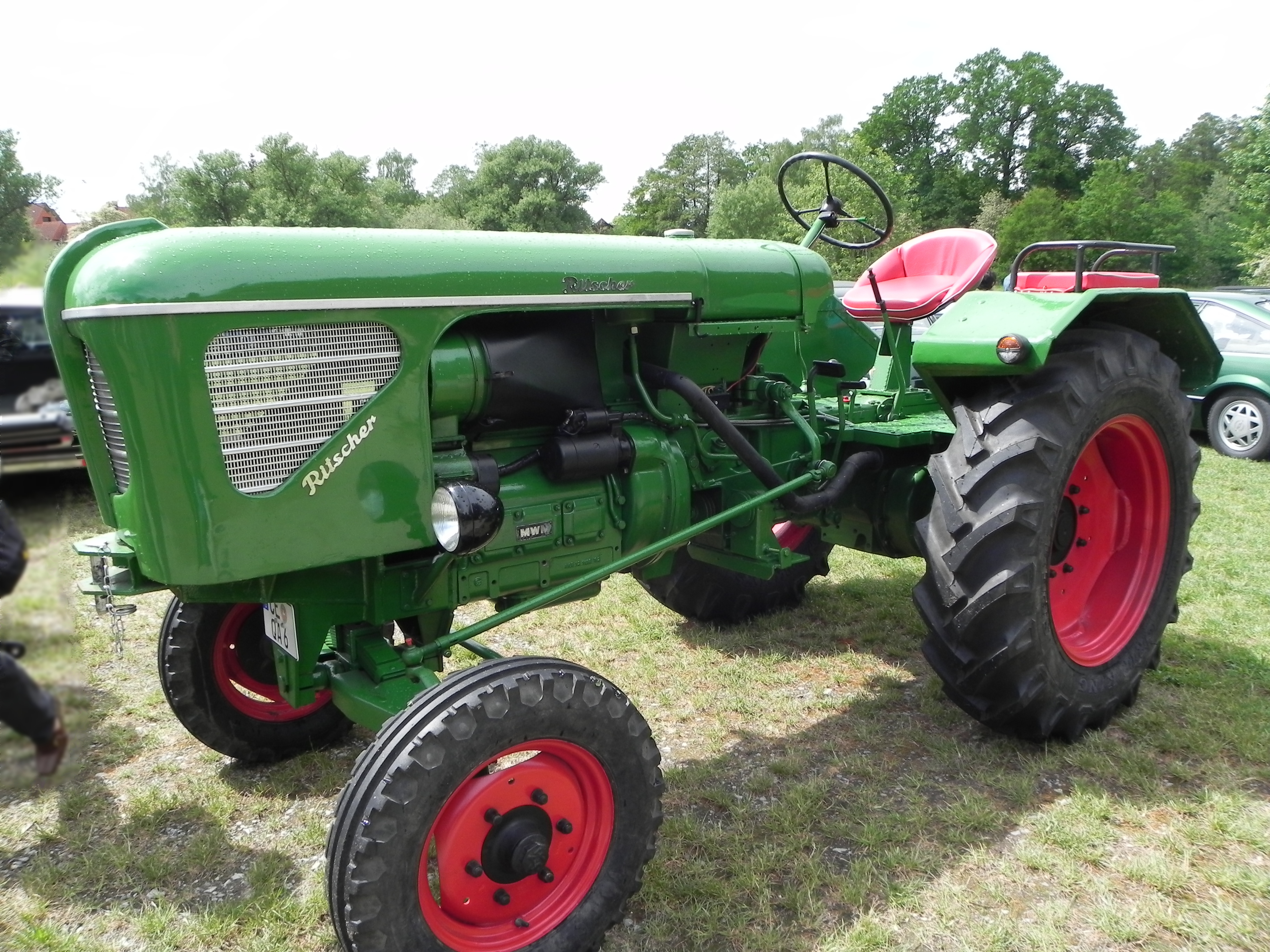
Ritscher Schlepper 832 L Junior, Baujahr 1957, 32 PS, Hubraum 2715 cm³, Motor Typ MWM AKD112D, 3 Zylinder, Luftkühlung

Das Maschinenbauunternehmen MTW bzw. später Karl Ritscher GmbH produzierte vor allem Schlepper verschiedener Bauarten. Außerdem wurden (zeitweise) u. a. Grabenfräsen („Grüppenfräsen“), Grabenreinigungsgeräte und -fahrzeuge, Aufsattelanhänger sowie Anbauraupen, Gitterräder und Greiferketten für Traktoren gebaut. In den Jahren des Zweiten Weltkriegs fertigte Ritscher als Rüstungsbetrieb vorwiegend Kettenlaufwerke für Sonderkraftfahrzeuge der Wehrmacht.

### Kettenschlepper
Der erste von Karl Ritscher versuchsweise auf der Werft gebaute Kettenschlepper war 1920 der „Panther“. Im Jahr darauf wurde eine verbesserte Version entwickelt, die „Graue Laus“ genannt wurde und der erste verkaufte Traktor der Moorburger Treckerwerke war. Von 1924 bis 1931 folgten weitere Kettenschlepper für land- und forstwirtschaftliche Zwecke, die unter den Modellbezeichnungen „M“, „E“, „D“ und „Dg“ angeboten wurden. 1942, bereits im Zweiten Weltkrieg, wurde mit dem „Ritscher R 50“ noch ein Kettenschlepper mit 50 PS leistenden Deutz-Motor gebaut, der allerdings ein Prototyp blieb. Nach Kriegsende wurde die Produktion von Kettenschleppern nicht wieder aufgenommen.

### Dreiradschlepper
Der erste dreirädrige Schlepper von Ritscher, der „Typ N“, wurde 1936 vorgestellt und anschließend mit den Typen „N 14“ und „N 20“ weiterentwickelt. Nach Ende des Zweiten Weltkriegs nahm Ritscher die Produktion mit neuen Dreirad-Modellen (Typen „203“, „320“ und „325“) wieder auf. Sie wurde jedoch nach wenigen Jahren zugunsten der Vierradschlepperfertigung eingestellt.

### Vierradschlepper
Der erste von Ritscher gebaute Vierradschlepper war 1941 der Typ „204“ mit 22/24-PS-Deutz-Motor. Im Jahr 1942 folgte ein „G 25“ genannter Traktor mit Holzgasmotor, der aber Prototyp blieb. Nach Kriegsende, v. a. in den 1950er Jahren, entwickelte Ritscher über 20 neue Modelle mit Motorleistungen zwischen 12 PS (Typ „512“) und 40 PS (Typ „540“ sowie Typ „936 Super“) mit Motoren der Motorenwerke Mannheim.
Weitere Vierradschlepper-Typenbezeichnungen von Ritscher sind: 412, 415, 420, 515, 515/54, 517, 518, 520, 520 R, 524, 525, 525 WR, 528, 528/20, 536, 613, 614, 615, 620, Komet R 830, Komet R 830 Spezial sowie 832 Junior.

### Geräteträger
Von 1954 bis Anfang der 1960er Jahre wurden auch Geräteträger von Ritscher gebaut. Das erste Modell „512 G“ wurde „Multitrak“ genannt, die weiteren ab 1955 gefertigten Modelle („517 G“, „517 GH“, „520 GH“, „D 20“, „D 20 P“, „D 25 M“ „D 25 P“) hießen dann „Multitrac“. Ende der 1950er Jahre wurde noch der „Baumulti“, ein Geräteträger mit Kippmuldenaufbau ins Programm aufgenommen.
Durch Zusammenarbeit mit Güldner und Klöckner-Humboldt-Deutz (KHD) entstanden außerdem Multitracs, die sich von den Ritscher-Multitracs durch firmentypisch andere Farbgebungen und die Verwendung jeweils eigener Güldner- bzw. Deutz-Motoren unterschieden.